# Eduard Žáček
Eduard Žáček (26. Dezember 1899 in Kroměříž – 10. September 1973 in Brno) war ein tschechoslowakischer Architekt.

## Leben
Er studierte Architektur an der tschechischen Technischen Hochschule in Brünn. Dann arbeitete er als Architekt bis 1952, als er aus politischen Gründen seine Karriere beenden musste. Danach konnte er nur als Bauleiter arbeiten.